# Nicole Marischka
Nicole Marischka (n. 6 mai 1968, München, RFG) este o actriță germană.

## Date biografice
Nicole Marischka este fiica actorilor Georg Marischka și Ingeborg Schöner. Ea a absolvit în Viena seminarul "Max Reinhardt" și apoi "Conservatoire national supérieur d’art dramatique" în Paris. Debutul la televiziune îl are în filmul "Der Kondor" (1981), urmat de "Keep on Running" (1990). Trăiește în Berlin și München.

## Filmografie
- 1999: Vino Santo
- 2002: Ein Hund kam in die Küche
- 2005: Die Braut von der Tankstelle
- 2006: Sommer ’04
- 2007–2008: R. I. S. – Die Sprache der Toten (TV, 25 episoade)
- 2009: Alle anderen
- 2011: Schicksalsjahre